# Reviga
Reviga es una comuna ubicada en el distrito de Ialomița, Rumania.

## Superficie
Cuenta con una superficie de 88,16 kilómetros cuadrados.

## Demografía
Hasta 2021 la población era de 2373 habitantes, con una densidad de población de 26,92 habitantes por kilómetro cuadrado.